# Creagrutus barrigai
Creagrutus barrigai es una especie de pez de la familia Characidae en el orden de los Characiformes.

## Morfología
Los machos pueden llegar alcanzar los 5,3 cm de longitud total.

## Hábitat
Vive en zonas de clima tropical.

## Distribución geográfica
Se encuentran en Sudamérica:  cuenca occidental del río Amazonas en el noreste del Perú y del Ecuador, y oeste del Brasil.